# Psathyrella
Psathyrella è un genere che comprende circa 400 specie di funghi,  simile ai generi Coprinellus, Coprinopsis, Coprinus e Panaeolus, di solito con un berretto sottile bianco o bianco giallastro e gambo cavo.  Alcune specie hanno spore marroni, altre hanno spore nere, come in generi simili. Questi funghi sono piuttosto comuni ma di scarso interesse alimentare. Il primo rapporto di un fungo a lamelle che fruttifica sott'acqua è della Psathyrella aquatica.
Il nome di genere Psathyrella è una forma diminutiva di Psathyra, derivante dalla parola greca che vuole dire "friabile", psathuros (ψαθυρος).

## Caratteristiche del genere

### Cappello

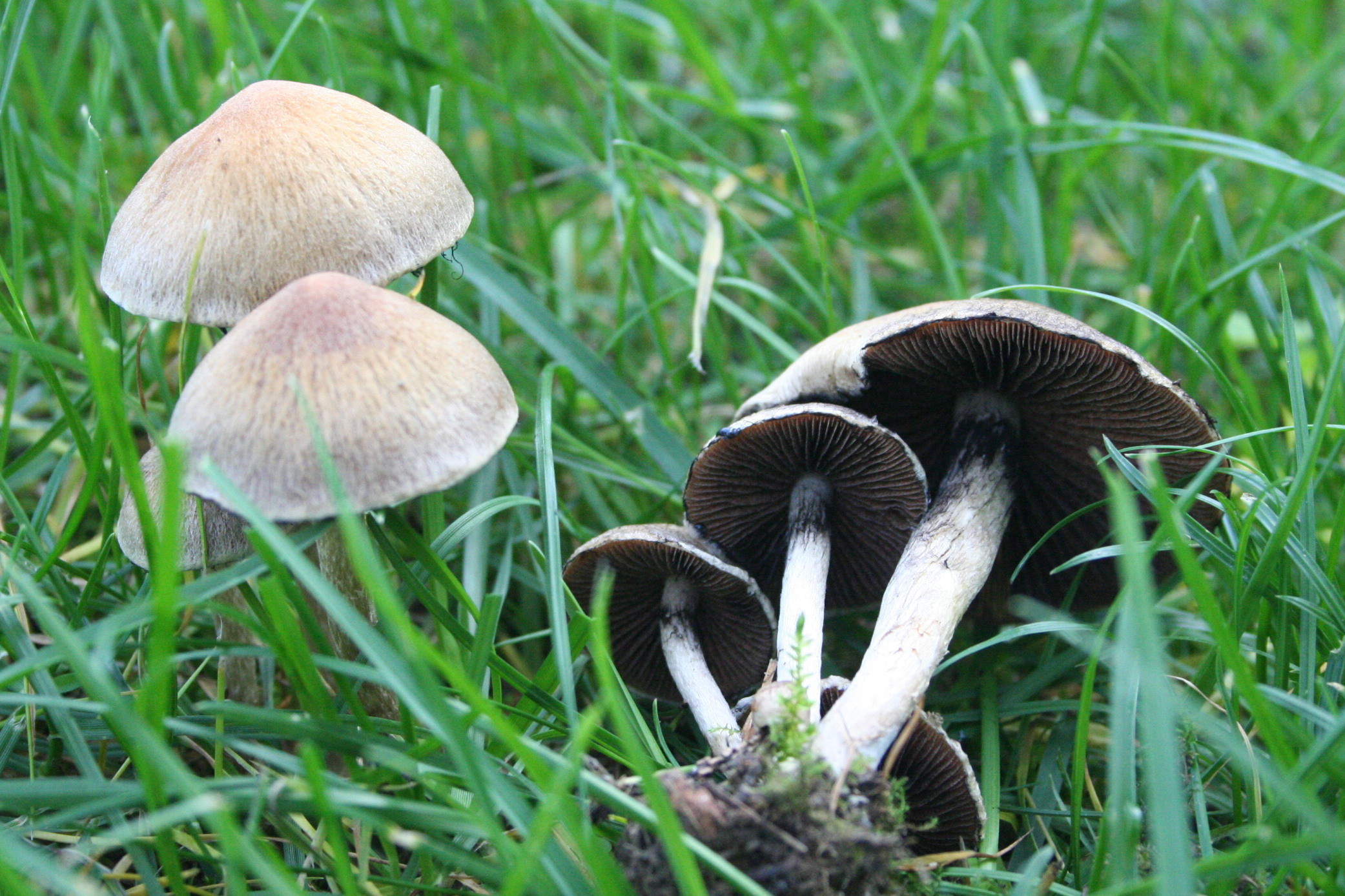
Psathyrella lacrymabunda.

Con rivestimento cellulosico.

### Lamelle
Non deliquescenti, a facce non parallele.

### Spore
Lisce, brune e non colorate di violetto.
Cistidifusiformi.

## Commestibilità delle specie
L'uso alimentare della specie è poco conosciuto mentre la loro tossicità, spesso legata alla psicoattività ed al contenuto di alcaloidi con effetto allucinogeno, è controverso e non ancora scientificamente dimostrato; sembrerebbe che molte specie possano definirsi psilocibinico latenti, ovvero che sintetizzano alcaloidi psilocibinici in modo incostante.

## Specie diPsathyrella
La specie tipo è la Psathyrella gracilis (Fr.) Quél. (1872), alcune altre specie sono:
- Psathyrella ammophila (Durieu & Lév.) P.D. Orton (1960)
- Psathyrella asperospora (Cleland) Guzmán, Band.-Muñoz & Montoya (1991) [1990]
- Psathyrella bipellis (Quél.) A.H. Sm. (1946)
- Psathyrella candolleana (Fr.) Maire (1938) [1937]
- Psathyrella conopila (Fr.) Konrad & Maubl.
- Psathyrella lacrymabunda (Bull.) M.M. Moser (1972)
- Psathyrella macquariensis Singer (1959)
- Psathyrella microrhiza (Lasch) Konrad & Maubl. (1948)
- Psathyrella multipedata (Peck) A.H. Sm.
- Psathyrella obtusata (Fr.) A.H. Sm.
- Psathyrella prona (Fr.) Gillet
- Psathyrella spadicea (P. Kumm.) Singer (1951) [1949]
- Psathyrella tasmanica (Massee & Rodway) [nom. ined.]
- Psathyrella velutina (Pers.) Singer
- Psathyrella hydrophila